# Thysanopyga ochrilinea
Thysanopyga ochrilinea är en fjärilsart som beskrevs av W. Warren 1897. Thysanopyga ochrilinea ingår i släktet Thysanopyga och familjen mätare. Inga underarter finns listade i Catalogue of Life.